# Никаноров, Станислав Прохорович
Станисла́в Про́хорович Никано́ров (30 августа 1928, гор. Луга — 8 января 2024, Санкт-Петербург) — советский и российский учёный-физик. Доктор физико-математических наук, профессор. Заслуженный деятель науки РФ (1999). Лауреат премии имени А. Ф. Иоффе РАН (2009).

## Биография
Родился в городе Луга Ленинградской области. Вскоре с родителями переехал в Ленинград.
Блокадник, участник работ по строительству оборонительных сооружений в осаждённом городе. В 1943 году в 15-летнем возрасте награждён медалью «За оборону Ленинграда».
Окончил школу (1947, с золотой медалью) и Ленинградский политехнический институт (1952) по специальности инженер-исследователь по технической физике.
В 1952—1957 гг. работал на заводе «Светлана» мастером цеха по радиооборудованию, инженером, заведующим лабораторией.
С 1957 г. в Физико-техническом институте (ФТИ) им. А. Ф. Иоффе: инженер, научный сотрудник, заведующий лабораторией, заместитель директора по науке. С 2010 г. — научный советник лаборатории. Ученик члена-корреспондента РАН, проф. А. В. Степанова.
В 1966 г. защитил кандидатскую диссертацию на тему «Влияние температуры на анизотропию упругих свойств щёлочно-галоидных кристаллов».
В 1978 г. защитил докторскую диссертацию на тему «Упругость, дислокационная неупругость и силы связи в кристаллах».
Скончался 8 января 2024 года.

## Преподавание
С 1997 г., помимо работы в ФТИ, — профессор кафедры физики твёрдого тела СПбГУ.

## Из библиографии
Автор более 150 статей, соавтор двух монографий:
- Получение профилированных монокристаллов и изделий способом Степанова / [П. И. Антонов, Л. М. Затуловский, А. С. Костыгов, В. Р. Регель, С. П. Никаноров]. — Л. : Наука : Ленингр. отд-ние, 1981. — 280 с. : ил.; 22 см.
- Упругость и дислокационная неупругость кристаллов / С. П. Никаноров, Б. К. Кардашев. — М. : Наука, 1985. — 253 с. : ил.; 22 см

## Семья
Жена — Ольга Петровна, двое сыновей.